# Jižní tramvajová tangenta
Jižní tramvajová tangenta je plánovaná tramvajová trať, vytvářející tangenciální spojení na jihu Prahy. Měla by propojit Smíchov, Podolí, Pankrác a Michli. Ve výstavbě je část mezi Dvorci a Lihovarem vedoucí po Dvoreckém mostě, který by měl být dokončen v roce 2026.
Jižní tangenta by spolu se zamýšlenou východní tangentou (Jižní Město – Bohdalec – Želivského) a severní tangentou (Kobylisy – Bohnice – Troja – Dejvice) a stávajícími tratěmi měla dotvořit tramvajový okruh. 
Rada města Prahy záměr schválila s tím, že stavět by se mělo v letech 2029–2031.